# Un conductor para Vera
Voditel dlia Very (en ruso: Водитель для Веры, traducción literal: Un conductor para Vera) es una película de 2004 coproducida entre Rusia y Ucrania. Ambientada en Sebastopol, Ucrania en 1962, la cinta fue dirigida y escrita por el cineasta ruso Pável Chujrái. La cinta ganó numerosos premios en Rusia, incluyendo el de Mejor Película en el Festival de Cine de Sochi. Al ser producida entre dos países, la película fue rechazada como candidata de Ucrania para los Premios de la Academia en la categoría de Mejor Película Extranjera, debido a una regla que reza que "el país representante debe certificar que el talento creativo de ese país ejerció el control artístico de la película".

## Sinopsis
Durante el Deshielo de Jrushchov en la Crimea Soviética, un joven cadete del Ejército Rojo llamado Víktor (Igor Petrenko) se convierte en chofer de un general (Bohdan Stupka). Viktor comienza una relación con la hija volátil del general, Vera (Aliona Babenko) y se ve involucrado involuntariamente en un complot de la KGB en el que el agente Saveliev (Andréi Panin) lo obliga a espiar al general para fines de la organización de inteligencia. A medida que la acción se desarrolla en torno a la relación de Víktor con Vera y sus conflictivas razones para perseguirla, se contrasta con la cruda tensión sexual entre Víktor y la criada, Lida (Yekaterina Yudina), y el plan de la KGB para derribar y finalmente asesinar al general. Nadie está a salvo.

## Reparto
- Igor Petrenko es Víktor.
- Aliona Babenko es Vera.
- Bogdan Stupka es el general Serov.
- Andréi Panin es Saveliev.
- Yekaterina Yudina es Lida.
- Marina Golub es Zinaida.
- Valeri Barinov es el general Klimenko.
- Natalia Gudkova es Anzhela.
- Alisa Grebenshchikova es Red.
- Alekséi Zelenski es el detective.
- Aleksandr Mezentsev es el doctor.
- Vladímir Koval es el ginecólogo.
- Serguéi Udovik es el detective.

## Recepción
En Rotten Tomatoes, la película tiene un 79% de aprobación basada en 155 reseñas. Sin embargo, luego de mencionar los numerosos premios que la película obtuvo en Rusia, el crítico de cine Ronnie Scheib de la revista Variety afirmó que "el emocionalismo operístico y la fría distancia estética de la película pueden resultar más desagradables que cautivadores".